# Filtro immagine composto
Un filtro immagine composto o filtro immagine misto è un filtro elettronico costituito da sezioni di filtri immagine multiple di due o più tipi differenti.
Il metodo delle impedenze immagine (o metodo dell'immagine) per la progettazione di filtri determina le proprietà delle sezioni del filtro calcolando le proprietà che esse hanno in una catena infinita di tali sezioni. Così facendo, l'analisi presenta analogie con la teorie delle linee di trasmissione dalla quale prende spunto. I filtri progettati con questo metodo sono chiamati filtri a parametri immagine, o soltanto filtri immagine. Un importante parametro dei filtri immagine è la loro impedenza immagine, l'impedenza di una catena infinita di sezioni identiche.
Le sezioni di base sono disposte all'interno di una rete a scaletta di diverse sezioni, il numero di sezioni richieste è determinato principalmente dal valore richiesto della reiezione della banda da eliminare. Nella sua forma più semplice, il filtro può essere costituito interamente da sezioni identiche. Tuttavia, è più comune utilizzare un filtro composto da due o tre tipi differenti di sezioni per migliorare i diversi parametri, sfruttando un particolare tipo che permetta di indirizzarli al meglio. I parametri più frequenti considerati sono reiezione della banda da eliminare, rapidità della banda di transizione del filtro (intesa come un intervallo di frequenze che danno luogo ad una transizione tra una banda passante e una banda eliminata) e adattamento dell'impedenza alle terminazioni del filtro.
I filtri immagine sono filtri lineari e sono inevitabilmente anche passivi nell'implementazione.

## Storia
Il metodo dell'immagine per progettare filtri ebbe origine presso l'AT&T, che era interessata allo sviluppo di tecniche di filtraggio che potessero essere utilizzate con la multiplazione di molti canali telefonici su un unico cavo. I ricercatori coinvolti in questo lavoro e i loro contributi sono brevemente elencati di seguito:
- John Carson fornì la base matematica alla teoria. Ideò la modulazione a banda laterale singola per ottenere la multiplazione dei canali telefonici. È stata la necessità di recuperare questi segnali a dare origine alla necessità di tecniche di filtraggio avanzate. Inoltre, aprì la strada all'uso del calcolo operativo (quello che ora è diventato la trasformata di Laplace nella sua veste matematica più formale) per analizzare questi segnali.[1]
- George Campbell lavorò sulle tecniche di filtraggio dal 1910 in poi ed ideò il filtro a costante k.[2] Questo può essere visto come una continuazione del suo lavoro sulle bobine di carico sulle linee di trasmissione, un concetto ideato da Oliver Heaviside.  Heaviside, incidentalmente, ideò anche il calcolo operativo utilizzato da Carson.
- Otto Zobel fornì una base teorica (ed il nome) per i filtri di Campbell. Nel 1920 ideò il filtro m-derivato. Zobel inoltre pubblicò dei progetti misti che incorporavano sezioni di entrambi i tipi: a costante k ed m-derivate.[3]
- Anche R S Hoyt fornì dei contributi.[4][5]

## Il metodo dell'immagine
L'analisi con il metodo dell'immagine inizia con un calcolo delle impedenze di ingresso e di uscita (le impedenze immagine) e della funzione di trasferimento della sezione in una catena infinita di sezioni identiche. Si può dimostrare che una sezione terminata nelle sue impedenze immagine ha prestazioni equivalenti. Il metodo dell'immagine, perciò, si fonda sul fatto che ciascuna sezione del filtro sia terminata con la corretta impedenza immagine. Questo è abbastanza facile da fare con le sezioni interne di un filtro a sezioni multiple, poiché è necessario solo assicurarsi che le sezioni adiacenti a quella in questione, connesse ad essa all'ingresso e all'uscita, abbiano impedenze immagine identiche. Tuttavia, le sezioni finali rappresentano un problema. Di solito vengono terminate con delle resistenze fisse alle quali il filtro non può essere adattato perfettamente se non a una frequenza specifica. Questo disadattamento porta a riflessioni multiple alle terminazioni del filtro e alle giunzioni tra le sezioni. Queste riflessioni fanno sì che la risposta del filtro si discosti piuttosto nettamente da quella teorica, specialmente vicino alla frequenza di taglio.
Il requisito di un migliore adattamento per le impedenze finali rappresenta una delle principali motivazioni per l'utilizzo di filtri misti. Alle estremità viene utilizzata una sezione progettata per dar luogo ad un buon adattamento, ma per il corpo del filtro la progettazione si basa su altro (ad esempio la reiezione della banda da eliminare o la transizione da banda passante a banda da eliminare).

## Tipi di sezione di filtro
Ciascun tipo di sezione di filtro presenta particolari vantaggi e svantaggi e ciascuna dà la possibilità di migliorare particolari parametri del filtro. Le sezioni descritte sotto sono i filtri prototipo per sezioni passa-basso. Questi prototipi possono essere scalati e trasformati alla desiderata forma di banda in frequenza (passa-basso, passa-alto, passa-banda o elimina-banda).
L'unità più piccola di un filtro immagine è una seimisezione a L. Poiché la sezione a L non è simmetrica, essa ha impedenze immagine differenti ({\displaystyle \scriptstyle Z_{\mathrm {i} }}) su ciascun lato. Queste sono indicate con {\displaystyle \scriptstyle Z_{\mathrm {iT} }} e {\displaystyle \scriptstyle Z_{\mathrm {i\Pi } }}.  La T e la Π (pi greco') nel pedice fanno riferimento alla forma della sezione del filtro che si formerebbe se due mezze sezioni dovessero essere collegate schiena contro schiena. Le sezioni a T e a Π sono le sezioni simmetriche più piccole che possono essere costruite, come mostrato negli schemi nel grafico delle varie topologie (vedere sotto). Nel caso in cui la sezione in questione abbia un'impedenza immagine diversa dal caso generale, viene aggiunto un ulteriore pedice che identifica il tipo di sezione, per esempio {\displaystyle \scriptstyle Z_{\mathrm {iT} m}}.
| Sbilanciate     | Sbilanciate     | Sbilanciate | Sbilanciate | Sbilanciate            | Sbilanciate            |
| --------------- | --------------- | ----------- | ----------- | ---------------------- | ---------------------- |
| Semisezione a L | Semisezione a L | Sezione a T | Sezione a T | Sezione a Π (pi greco) | Sezione a Π (pi greco) |
|                 |                 |             |             |                        |                        |
| Rete a scaletta |                 |             |             |                        |                        |
|                 |                 |             |             |                        |                        |

| Bilanciate | Bilanciate | Bilanciate | Bilanciate                                                                                            | Bilanciate                                                                                            | Bilanciate                                                                                            |
| --- | --- | --- | --- | --- | --- |
| Semisezione a C | Semisezione a C | Sezione ad H | Sezione ad H                                                                                          | Sezione a box                                                                                         | Sezione a box                                                                                         |
| | | | | | |
| Rete a scaletta | | | | | |
| | | | | | |
| Sezione a X (centrale-T-Derivata) (I due rami Y hanno in comune un'estremità come i rami laterali di una T coricata) | Sezione a X (centrale-T-Derivata) (I due rami Y hanno in comune un'estremità come i rami laterali di una T coricata) | Sezione a X (centrale-T-Derivata) (I due rami Y hanno in comune un'estremità come i rami laterali di una T coricata) | Sezione a X (centrale-Π-Derivata) (I due rami Y sono paralleli come i rami laterali di un Π coricato) | Sezione a X (centrale-Π-Derivata) (I due rami Y sono paralleli come i rami laterali di un Π coricato) | Sezione a X (centrale-Π-Derivata) (I due rami Y sono paralleli come i rami laterali di un Π coricato) |
| | | | | | |

| N.B. | I libri di testo e gli schemi di progetto di solito mostrano le implementazioni sbilanciate, ma nel campo delle telecomunicazioni è spesso necessario convertire il progetto in un'implementazione bilanciata, quando viene usato con linee bilanciate. | modifica |

### Sezione a costante k
La sezione di filtro a costante k o di tipo k è la sezione di filtro immagine di base. Essa rappresenta anche la più semplice topologia circuitale. Il tipo k ha una transizione moderatamente rapida dalla banda passante alla banda da eliminare e una reiezione della banda da eliminare moderatamente buona.

Semisezione di filtro passa-basso di tipo k
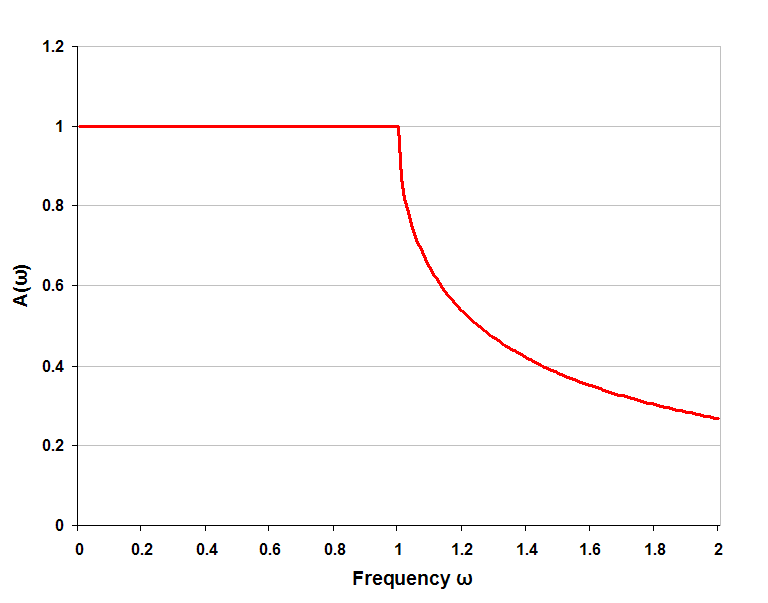
Risposta passa-basso di tipo k, semisezione singola
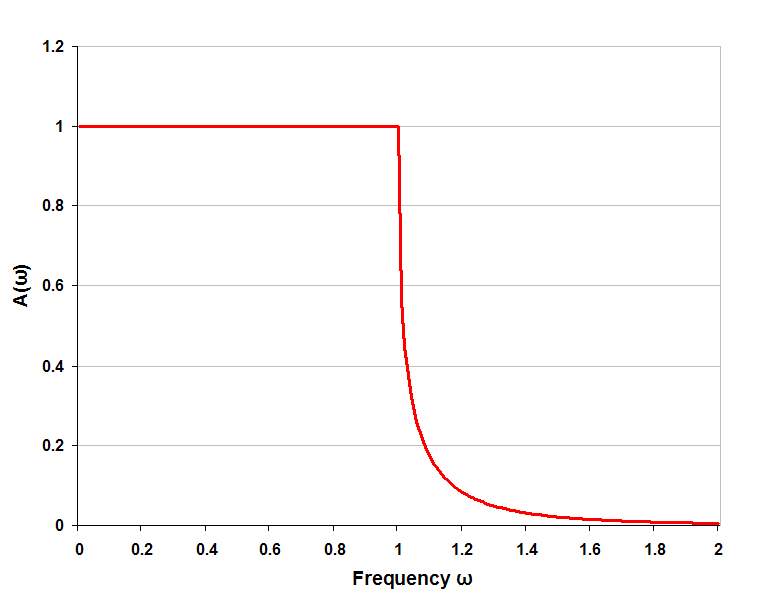
Risposta passa-basso di tipo k con quattro (semi) sezioni

### Sezione m-derivata
La sezione di filtro m-derivato o di tipo m è uno sviluppo della sezione di tipo k. La caratteristica più importante del tipo m è un polo di attenuazione appena oltre la frequenza di taglio all'interno della banda eliminata. Il parametro m (0<m<1) regola la posizione di questo polo di attenuazione. Valori più piccoli di m avvicinano il polo alla frequenza di taglio. Valori più grandi di m lo pongono più lontano. Nel limite, per m che tende all'unità, il polo tende a ω che va ad infinito e la sezione tende a una sezione di tipo k.
Il tipo m ha un taglio particolarmente rapido, andando dal completo lasciar passare alla frequenza di taglio all completa eliminazione alla frequenza del polo. Il taglio può essere reso più rapido avvicinando il polo alla frequenza di taglio. Questo filtro ha il taglio più rapido rispetto a qualsiasi altra progettazione di filtro; è da notare che la transizione rapida si ottiene con una sola sezione, non sono necessarie sezioni multiple. Lo svantaggio con le sezioni di tipo m è che hanno una scarsa reiezione della banda da eliminare oltre il polo di attenuazione.
C'è una proprietà particolarmente utile dei filtri di tipo m con m=0,6. Questi hanno un'impedenza immagine {\displaystyle \scriptstyle Z_{\mathrm {i} m}} con andamento massimamente piatto nella banda passante.  Sono quindi indicati per l'adattamento di impedenza con le terminazioni del filtro, almeno nella banda passante, mentre per la banda eliminata è diverso.
Ci sono due varianti della sezione di tipo m, serie e shunt. Hanno funzioni di trasferimento identiche ma le loro impedenze immagine sono differenti. La semisezione in shunt ha un'impedenza immagine che si adatta a {\displaystyle \scriptstyle Z_{\mathrm {i\Pi } }} su un lato ma ha un'impedenza differente, {\displaystyle \scriptstyle Z_{\mathrm {iT} m}} sull'altro lato. La semisezione in serie si adatta a {\displaystyle \scriptstyle Z_{\mathrm {iT} }} su un lato e ha {\displaystyle \scriptstyle Z_{\mathrm {i\Pi } m}} sull'altro.

Filtro passa-basso di tipo m, semisezione in shunt
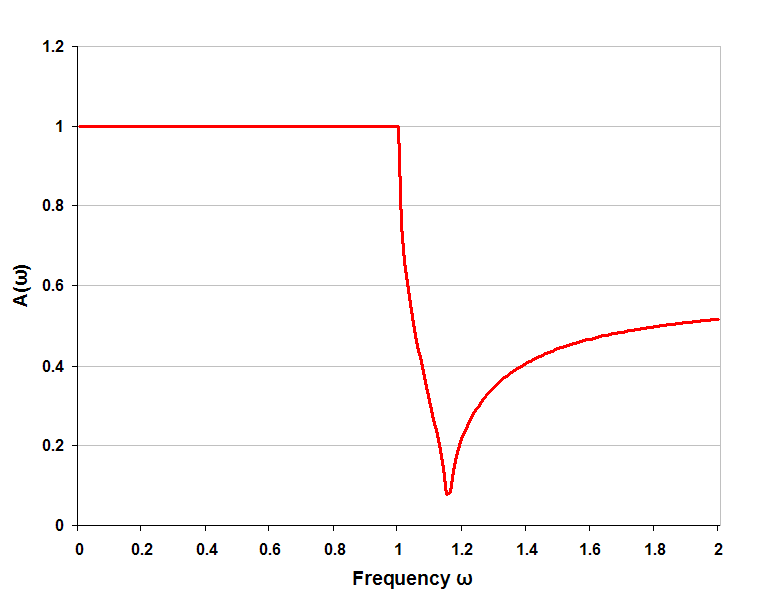
Risposta passa-basso di tipo m, semisezione singola con m=0,5
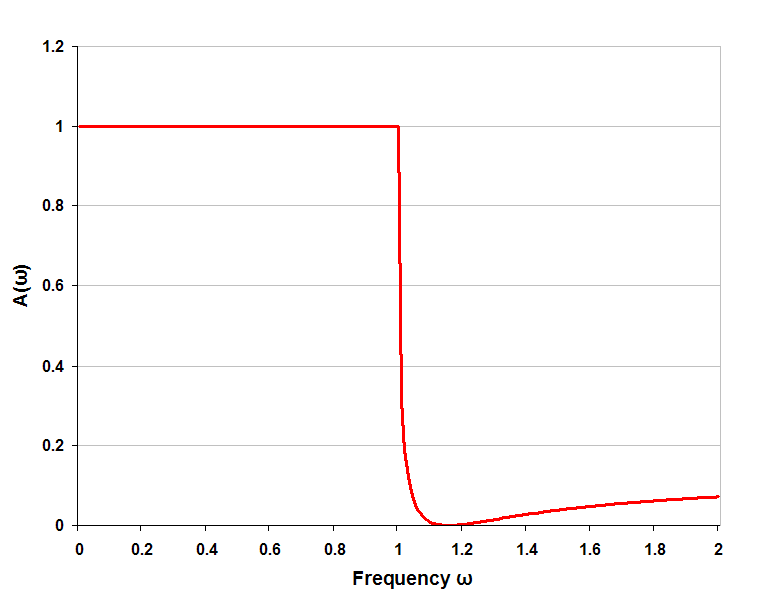
Risposta passa-basso di tipo m con quattro (semi) sezioni con m=0,5
Filtro passa-basso di tipo m, semisezione in serie
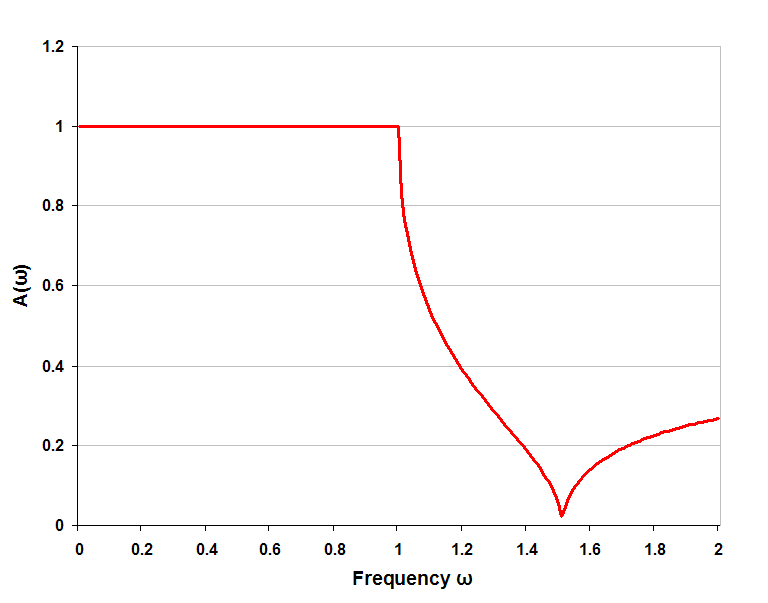
Risposta passa-basso di tipo m, semisezione singola con  m=0,75
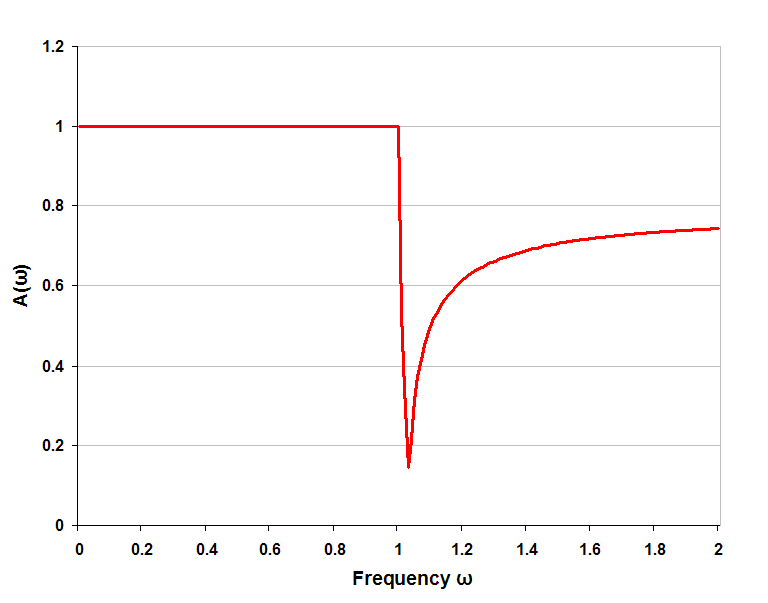
Risposta passa-basso di tipo m, semisezione singola con  m=0,25

### Sezione di tipo mm'
La sezione di tipo mm' presenta due parametri indipendenti (m ed m') che il progettista può regolare opportunamente. Ci si arriva con una doppia applicazione del processo di m-derivazione. Il suo vantaggio principale è che risulta piuttosto migliore per l'adattamento a terminazioni finali resistive rispetto al tipo k o al tipo m.  L'impedenza immagine di una semisezione è {\displaystyle \scriptstyle Z_{\mathrm {i} m}} su un lato ed un'impedenza differente, {\displaystyle \scriptstyle Z_{\mathrm {i} mm'}} sull'altro.  Come quella di tipo m, questa sezione può essere costruita come sezione in serie o in shunt e le impedenze immagine daranno le varianti T e Π (pi greco).  Una costruzione in serie viene applicata a un tipo m in shunt o una costruzione shunt viene applicata a un tipo m in serie. I vantaggi del filtro di tipo mm' si ottengono a scapito di una maggiore complessità circuitale, per cui normalmente viene utilizzato solo dove è necessario per scopi di adattamento dell'impedenza e non nel corpo del filtro.
La funzione di trasferimento di un tipo mm' è la stessa di un tipo m con m posto uguale al prodotto mm'. Scegliere i valori di m ed m' per il migliore adattamento di impedenza richiede al progettista di scegliere due frequenze alle quali l'adattamento deve essere esatto, mentre ad altre frequenze ci sarà qualche deviazione. C'è quindi un certo margine di manovra nella scelta, ma Zobel suggerisce i valori m=0,7230 ed m'=0,4134 che danno una deviazione dell'impedenza di meno del 2% 
sulla parte utile della banda. Poiché mm'=0,3, questa sezione avrà anche un taglio molto più veloce rispetto a un tipo m con m=0,6 che è un'alternativa per l'adattamento di impedenza.
È possibile continuare il processo di m-derivazione ripetutamente e produrre tipi mm'm'' e così via. Tuttavia, i miglioramenti ottenuti diminuiscono ad ogni iterazione e di solito non vale la pena attuarli visto l'aumento della complessità.

Filtro passa-basso di tipo mm', semisezione in serie
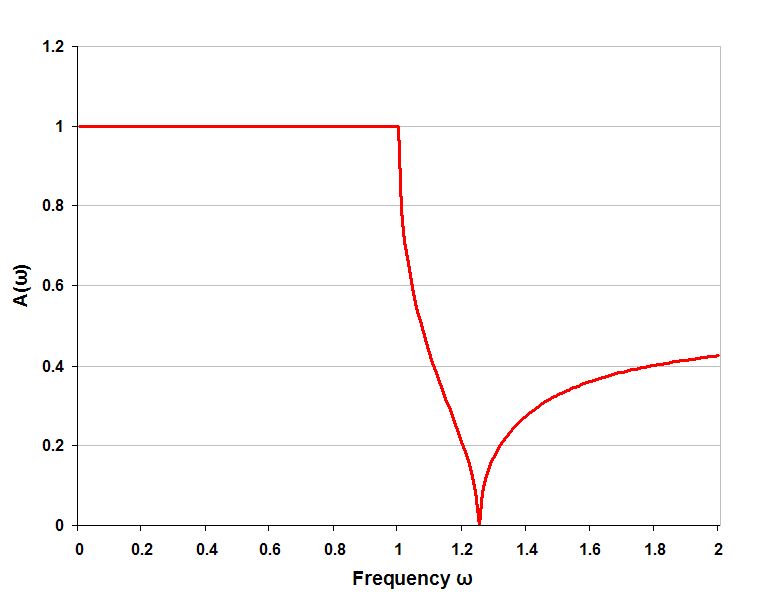
Risposta passa-basso di tipo m, semisezione singola con m=0,6
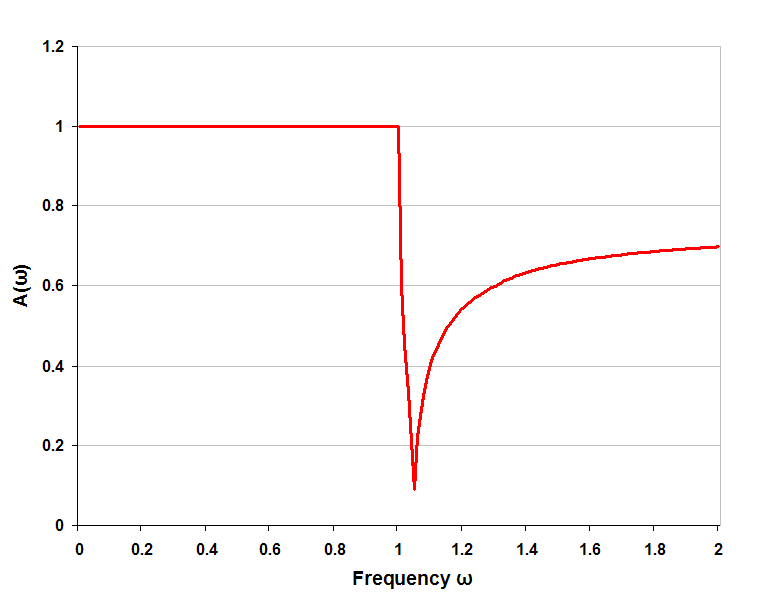
Risposta passa-basso di tipo mm', semisezione singola con mm'=0,3

### Filtro di Bode

Una versione del filtro di Bode come filtro passa-basso.

Un'altra variante del filtro di tipo m venne descritta da Hendrik Bode. Questo filtro utilizza come prototipo un filtro m-derivato inframezzato in serie e lo trasforma in una topologia con ponte a T con l'aggiunta di un resistore a ponte. Questa sezione presenta il vantaggio di essere in grado di porre il polo di attenuazione molto più vicino alla frequenza di taglio rispetto al filtro di Zobel, che inizia a non funzionare correttamente con valori molto piccoli di m a causa della resistenza dell'induttore. Consultare la voce trasformazioni a impedenza equivalente per una spiegazione sul suo funzionamento.

### Rete di Zobel
La caratteristica che distingue i filtri con rete di Zobel è che essi hanno un'impedenza immagine a resistenza costante e per questa ragione sono noti anche come reti a resistenza costante. Chiaramente, il filtro con rete di Zobel non ha alcun problema di adattamento con le sue terminazioni e questo è il suo principale vantaggio. Tuttavia, altri tipi di filtro hanno funzioni di trasferimento più ripide e tagli più netti. Nelle applicazioni dei filtri, il ruolo principale delle reti di Zobel è come filtri per equalizzazione. Le reti di Zobel fanno parte di un gruppo diverso rispetto agli altri filtri immagine. La resistenza costante significa che quando sono usati in combinazione con altre sezioni di filtri immagine si pone lo stesso problema di adattamento come con le terminazioni alle estremità. Le reti di Zobel hanno anche lo svantaggio di utilizzare molti più componenti rispetto ad altre sezioni immagine equivalenti.

Rete di Zobel, sezione di passa-alto con ponte a T
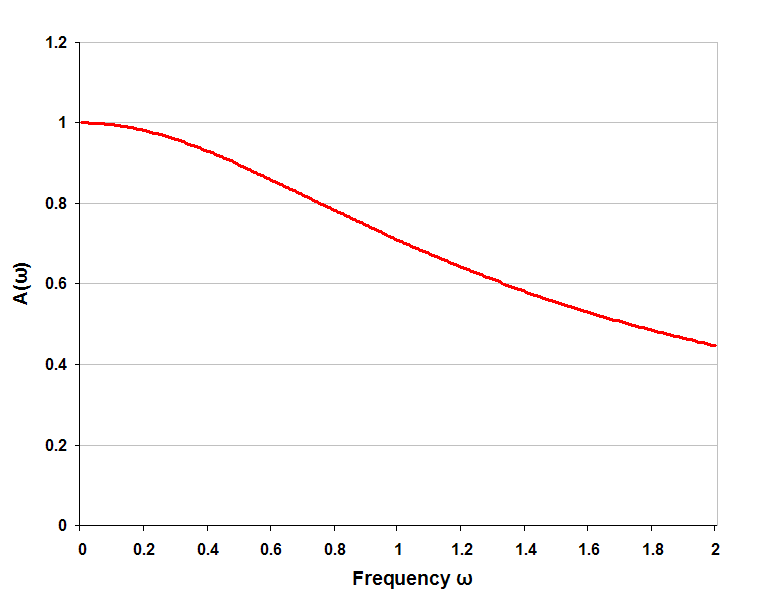
Rete di Zobel, risposta passa-basso con sezione singola
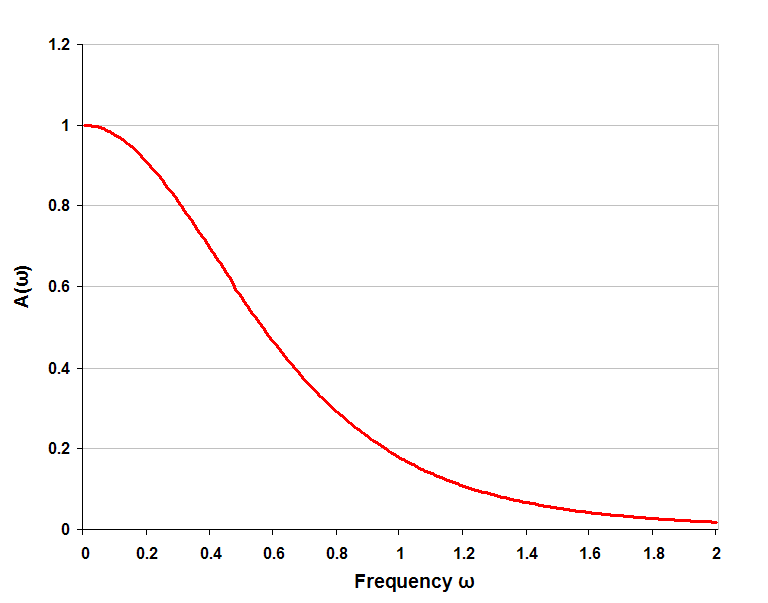
Rete di Zobel, risposta passa-basso con cinque sezioni

### Effetto delle terminazioni alle estremità
Una conseguenza del metodo dell'immagine per la progettazione di filtri è che l'effetto delle terminazioni alle estremità deve essere calcolato separatamente se gli effetti sulla risposta devono essere presi in considerazione. La deviazione più grave della risposta da quella prevista si verifica nella banda passante in prossimità del taglio. La ragione di ciò è duplice. Più avanti nella banda passante l'adattamento di impedenza migliora progressivamente, limitando così l'errore. D'altra parte, le onde nella banda eliminata sono riflesse dalla terminazione all'estremità a causa del disadattamento ma vengono attenuate due volte dalla reiezione della banda eliminata del filtro mentre lo attraversano. Dunque, il disadattamento di impedenza mentre nella banda eliminata può essere grave, ha solo un effetto limitato sulla risposta del filtro.

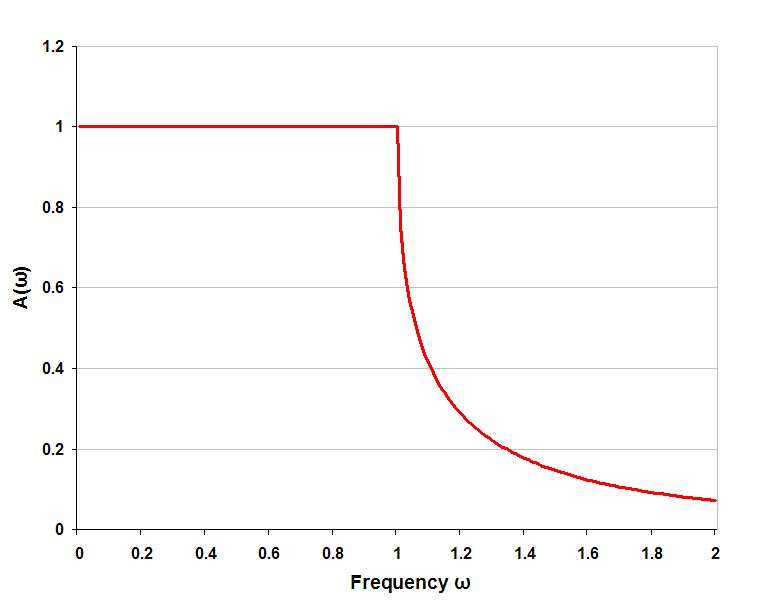
Risposta teorica (di due semisezioni) di un filtro a T passa-basso di tipo k quando viene terminato correttamente con l'impedenza immagine
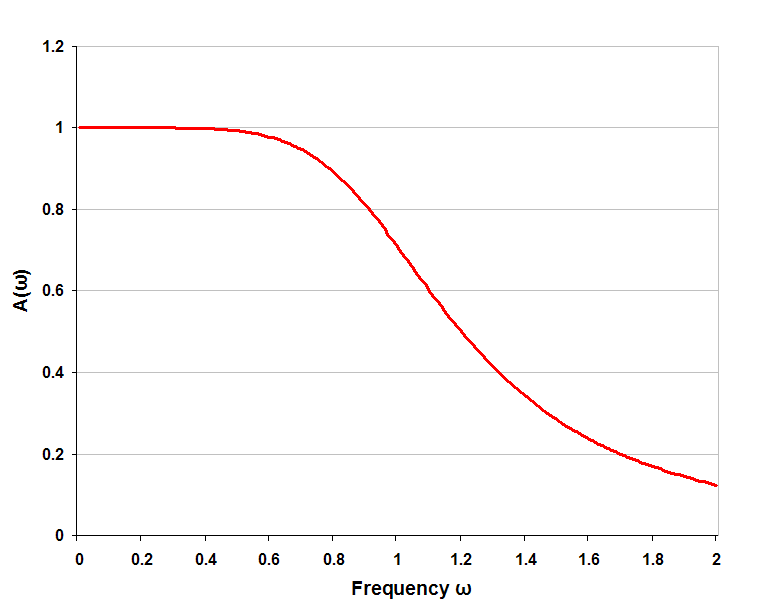
Risposta reale (di due semisezioni) di un filtro a T passa-basso di tipo k quando viene terminato con resistori fissati

## Sezioni in cascata
Diverse semisezioni a L possono essere messe in cascata per formare un filtro composto.  La regola più importante quando si costruisce un filtro immagine composto è che le impedenze immagine devono sempre essere connesse a impedenze adiacenti identiche; ogni cosa deve sempre essere connessa ad una cosa simile. Le sezioni a T devono sempre essere connesse ad altre sezioni a T adiacenti, le sezioni a Π (pi greco) devono sempre essere connesse ad altre sezioni a Π adiacenti, il tipo k deve sempre essere connesso a un tipo k adiacente (o al lato di un tipo m che ha l'impedenza del tipo k) e il tipo m deve sempre essere connesso tipo m adiacente. Inoltre, impedenze di tipo m con valori diversi di m non possono essere connesse le une con le altre in modo da essere adiacenti. Non possono nemmeno sezioni di qualsiasi tipo che hanno differenti valori di frequenza di taglio.
Le sezioni all'inizio e alla fine del filtro vengono spesso scelte in base al loro adattamento di impedenza con le terminazioni piuttosto che alla forma della loro risposta in frequenza. Per questo scopo, le sezioni di tipo m con m = 0,6 rappresentano la scelta più comune. Un'alternativa è rappresentata dalle sezioni di tipo mm' con m=0,7230 ed m'=0,4134 sebbene questo tipo di sezione sia usato raramente.  Sebbene esso presenti diversi vantaggi indicati di seguito, presenta lo svantaggio di essere più complesso ed anche lo svantaggio che, se sono richieste sezioni a costante k nel corpo del filtro, allora è necessario includere sezioni di tipo m da interfacciare quelle di tipo mm' con quelle di tipo k.
Le sezioni interne del filtro nella maggior parte dei casi sono scelte per essere a costante k poiché queste sezioni producono la più grande attenuazione nella banda da eliminare.  Tuttavia, potrebbe essere meglio includere anche una o due sezioni di tipo m per migliorare la rapidità della caduta nella transizione da banda passante a banda da eliminare.  Per le sezioni di tipo m usate per questo scopo si sceglie un valore basso di m. Più basso è il valore di m, più rapida è la transizione, mentre allo stesso tempo diminuisce l'attenuazione della banda da eliminare, aumentando la necessità di utilizzare anche sezioni aggiuntive di tipo k. Un vantaggio di utilizzare sezioni di tipo mm' per l'adattamento di impedenza è che questo tipo di sezioni terminali avranno comunque una transizione veloce (molto di più rispetto al tipo m con m=0,6) poiché per l'adattamento di impedenza mm'=0,3. Pertanto, non c'è più la necessità di sezioni nel corpo del filtro per far ciò.

Esempio tipico di un filtro immagine composto in forma di schema a blocchi. Vengono mostrate le impedenze immagine e come esse vengono adattate.

Lo stesso filtro visto sopra realizzato come filtro passa-basso a scaletta. I valori dei componenti sono dati in termini di L e C, i valori dei componenti di una sezione a costante k.

Lo stesso filtro minimizzato combinando componenti in serie o in parallelo dove è appropriato.

Un'altra ragione per utilizzare sezioni di tipo m nel corpo del filtro è quella di far apparire un polo aggiuntivo di attenuazione nella banda da eliminare. La frequenza del polo dipende direttamente dal valore di m. Più piccolo è il valore di m, più il polo è vicino alla frequenza di taglio. Al contrario, un valore grande di m fa sì che il polo si trovi più lontano dal taglio fino al limite in cui m=1 per il quale il polo va a infinito e la risposta è la stessa di una sezione di tipo k. Se il valore di m è scelto per questo polo, che è diverso dal polo delle sezioni alle estremità, avrà l'effetto di estendere l'intervallo di frequenze in cui si ha una buona reiezione della banda da eliminare vicino alla frequenza di taglio. Così facendo, le sezioni di tipo m servono per dare una buona reiezione della bada da eliminare vicino al taglio e quelle di tipo k danno una buona reiezione delle banda da eliminare lontano dal taglio. In alternativa, le sezioni di tipo m possono essere usate nel corpo del filtro con valori diversi di m se il valore trovato nelle sezioni alle estremità non è idoneo. Anche in questo caso, il tipo mm' avrebbe alcuni vantaggi se utilizzato per l'adattamento di impedenza. Il tipo mm' utilizzato per l'adattamento di impedenza posiziona il polo a m=0,3. Tuttavia, l'altra metà della sezione per l'adattamento di impedenza deve essere un tipo m con m=0,723. Ciò fornisce automaticamente una buona diffusione del reiezione della banda da eliminare e, come per il problema della rapidità della transizione, l'uso di sezioni di tipo mm' può eliminare la necessità di sezioni di tipo m aggiuntive nel corpo del filtro. 
Possono essere richieste anche sezioni a resistenza costante, se si sta usando il filtro su una linea di trasmissione, per migliorare la piattezza della risposta in banda passante. Ciò è necessario perché la risposta della linea di trasmissione di solito non è molto lontana dell'essere perfettamente piatta. Queste sezioni normalmente sarebbe posizionate più vicine alla linea poiché esser presentano alla linea un'impedenza prevedibile e tendono anche a nascondere l'impedenza indeterminata della linea al resto del filtro. Non ci sono problemi con l'adattamento delle sezioni a resistenza costante l'una con le altre, anche quando le sezioni operano su bande di frequenza totalmente differenti. Tutte le sezioni possono essere realizzate in modo da avere esattamente impedenza immagine con la stessa resistenza fissata.

### Tipi di impedenza immagine
- Filtro a costante k
- Filtro m-derivato
- Filtro immagine generico di tipo mn
- Filtro di tipo mm'
- Rete di Zobel

### Concetti di progettazione
- Impedenza immagine
- Filtro prototipo
- Bobina di carico

### Persone
- Otto Zobel
- George Campbell
- John Renshaw Carson
- Oliver Heaviside